# Метт Покора
Меттью Тота (більш відомий під псевдонімом М. Покора або Метт Покора, нар. 26 вересня 1985, Страсбург) — французький виконавець і автор пісень, який продав понад три мільйони своїх записів тільки у Франції. 

## Біографія
Меттью Тота народився 26 вересня 1985 року. Його батьки, футболіст польського походження Андре Тота, і мати Бріджит Тота розлучилися в 1998 році, коли йому було 13 років. У дитинстві він навчався у початковій школі міста Гоберг, а потім в Колежі Поль-Еміля Віктора Мюндольсаймського муніципалітету. 
У підлітковому віці, він був учасником R'n'B, гурту «Mic Unity», завдяки якому здобув популярність. Восени 2003 року він взяв участь в третьому сезоні реаліті-шоу «Popstars». Він одразу став народним улюбленцем і увійшов до складу бой-бенду «Linkup» разом із Ліонелом і Отісом, двома іншими переможцями «Popstars».

## Альбоми

### M. Pokora (2004—2005): перший сольний альбом
Під псевдонімом Метт Покора, він випустив свій перший однойменний сольний альбом «Matt Pokora», проте у 2005 році він був змушений змінити ім'я, після судового процесу з французьким R'n'B виконавцем Метом Х'юстоном. В результаті, він змінив своє ім'я на М. Покора, і перевидав свій альбом під іменем «M. Pokora».
Його перший альбом «M. Pokora», побачив світ у 2004 році, і був сертифікований золотим. Дебютний сингл альбому «Showbiz (The Battle)» був дуже успішним. Другий сингл «Elle me contrôle (en collaboration avec la chanteuse Sweety)» отримав дві нагороди радіостанції NRJ. Третій успішний сингл вийшов під назвою «Pas sans toi».

### Player (2006—2007)
Його другий альбом «Player» вийшов в лютому 2006 і одразу після виходу зайняв верхні рядки хіт-парадів. У другому виданні альбому було додані додано композицію «It's Alright» в дуеті з Рікі Мартіном.

## Особисте життя
Метт Покора відомий своїм романом зі співачкою Крістіною Міліан. Вони познайомились в 2017 році. 2019 року вони заявили, що Крістіна Міліан невдовзі народить хлопчика.

## Дискографія
Студійні альбоми
- 2004: M. Pokora
- 2006: Player
- 2008: MP3
- 2010 / 2011: Mise à jour / Updated / Mise à jour Version 2.0
- 2012: À la poursuite du bonheur
- 2015: R.E.D.
- 2016: My Way
- 2019: Pyramide

Концертні альбоми
- 2013: À la poursuite du bonheur Tour — Live à Bercy